# Булгари (род)

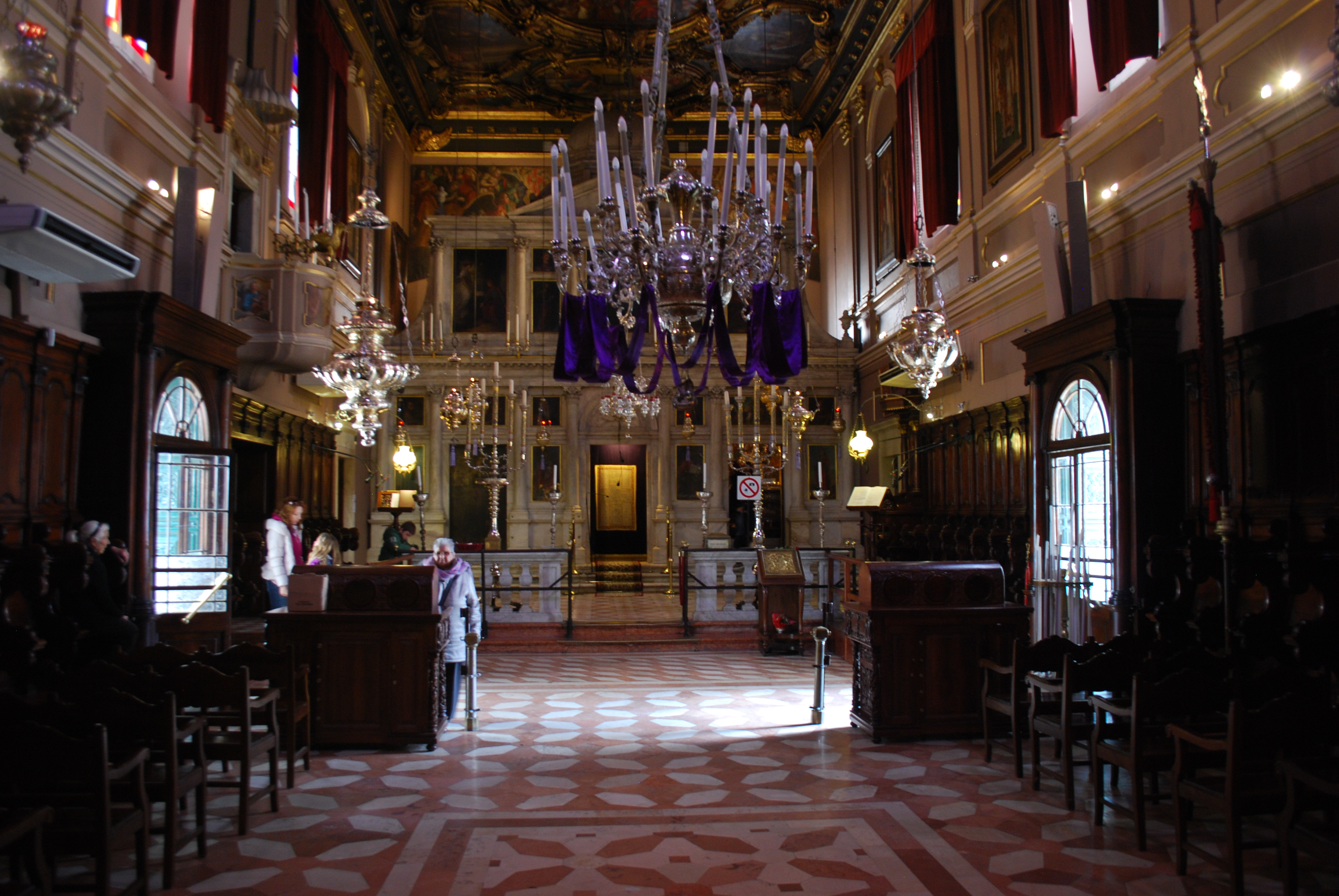
Собор Святого Спиридона.

Булгари — аристократическая семья греческого острова Корфу, предком которой, по некоторым источникам, является болгарин Стаматис (Стамат). Стаматис поселился на острове в 1462 году, когда остров принадлежал Венецианской республике (с 1386 года).
Семья является хранительницей мощей Св. Спиридона и в некотором смысле духовным гарантом независимости Корфу во времена Османской империи, поскольку остров никогда не входил в состав Османской империи. Мощи святого хранятся в семье с 1521 по 1925 год. Семья является основателем местного храма святого (Собор Святого Спиридона), который неоднократно реставрировался на семейные средства.
Члены семьи женятся и поддерживают семейные отношения с другими местными греческими и венецианскими семьями. В соседней Османской Албании есть ветвь семьи, хотя некоторые оспаривают это.
Самый известный член семьи — греческий и российский церковный деятель Евгений (Вулгарис)
Известный модный бренд (компания) Bulgari происходит от деревенского серебряных дел мастера Сотириоса Вулгариса из соседней греческой провинции Эпир, который не имеет прямого отношения к аристократическому роду Керкиры .